# 巡礼長官

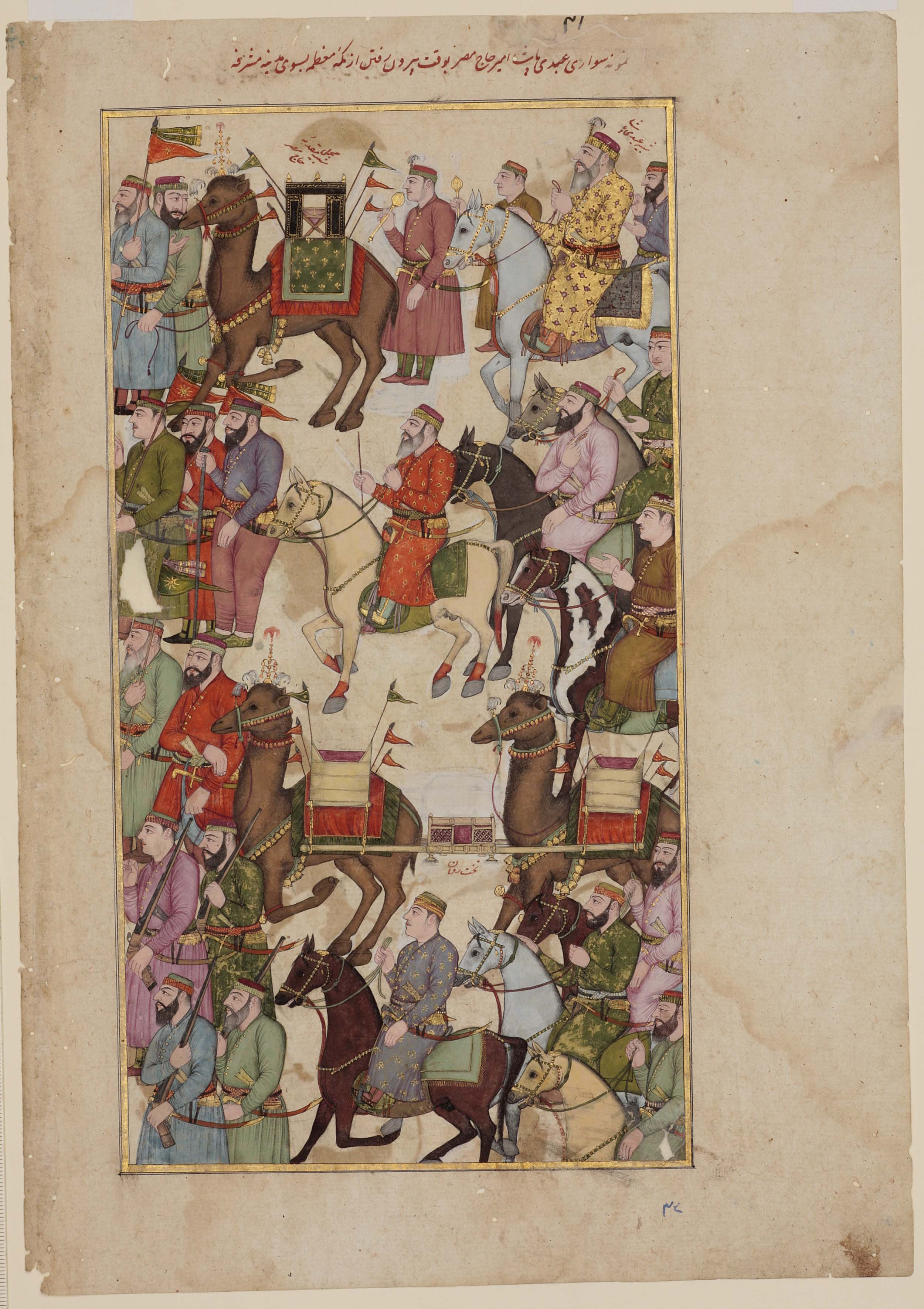
エジプトの巡礼長官を中心にメッカからマディーナへ行く巡礼キャラバン（1677–1680年頃の細密画）

巡礼長官（じゅんれいちょうかん、アラビア語: أمير الحج, ラテン文字転写: amīr al-ḥajj, カナ転写: アミール＝ル＝ハッジ）は、イスラーム世界において7世紀から20世紀まで毎年実践されたハッジ巡礼のキャラバン（隊商）を率いる人物に対して、その時々の政権から与えられた地位及び称号である。なお複数形はウマラーウ＝ル＝ハッジ（umarāʾ al-ḥajj）という。巡礼長官が置かれるキャラバンのルートは、アッバース朝期より、ダマスクスを起点とするルートとフスタート（のちにカイロ）を起点とするルートの2つがあり、それぞれのルートに巡礼長官が任命された。巡礼長官の任務は、メッカとメディーナを目指す巡礼の道中の安全を確保し、資金と食糧を提供することにあった。

## 重要性
Philipp 1998 によれば、巡礼長官には大きな政治的影響力と宗教的権威がもたらされるため、「巡礼長官は極めて重要な役職」であった。イスラーム教におけるハッジ巡礼の重要性に鑑みると、キャラバンと巡礼者の保護はムスリム政権がなすべきことのなかでも優先度が高かった。キャラバンが略奪にあったり巡礼者に危害が加えられたりするようなことがあったら、巡礼者が聖地から戻るときに、そのことがイスラーム世界全体に知れわたってしまう。イスラーム世界の盟主には、あるいは盟主になる野心のある者には、巡礼の安全を保障することが求められ、巡礼の成否が政権の権威に直結した。したがって巡礼長官が有能であることは、政権にとって決定的に重要であった。また、このような重要性ゆえに、オスマン帝国期には、政権の中枢が巡礼長官の不正や権力濫用に対して処罰を下しにくくなるという状況が発生した。

## 責務
ハッジ巡礼のキャラバンにおける脅威の主なものは遊牧民ベドウィンによる略奪であり、目的地に着くまでの間に通らなくてはならない彼らのなわばりがあれば、巡礼長官は略奪を防ぐために強力な警護兵を組織するか、部族ごとに交渉して買収した。飲料水と食糧の調達、輸送交通手段としてのラクダの確保も巡礼長官の仕事であった。安全保障にかかる資金も同様である。資金は多くの場合、ハッジ巡礼のために特別に設定された土地からの歳入によってまかなわれた。資金には巡礼者がメッカとメディーナで過ごす間の飲料水と食糧を確保するための資金も含まれる。エジプトでは各時代のマムルークやスルターンが巡礼のために大規模なワクフを設定し、カイロを起点とするルートの巡礼長官は、カァバ聖殿を覆う黒布「キスワ」を奉納する名誉を得ていた。
オスマン帝国期の巡礼長官を研究した Singer や Philipp によると、巡礼長官には軍人としての統率力に加えて輜重（補給）を計画する能力が必要で、さまざまなオスマン帝国官僚や各コミュニティのリーダーとのコネクションを保つ能力もまた、糧秣とラクダの確保のために必要であった。巡礼長官が率いたキャラバンには、警護を担当するマムルーク騎士のほかに、礼拝を主導するイマーム、ムアッズィン、カーディーといったウラマーが同行した。さらに、砂漠の道案内をする者、医者、遺言を残さずに巡礼中に亡くなる巡礼者のための遺言問題の専門家、商取引を監督する専門家であるムフタスィブまでもが同行した。

## 歴史

ヤフヤー・ブン・ワースィティーが描いたマムルーク朝時代のシリアからメッカへ行く巡礼キャラバン（1237年に書かれた写本の挿画）

ムスリムの言い伝えによると、最初のハッジ巡礼のキャラバンは、預言者ムハンマドの生前、ヒジュラ暦9年（西暦630年）に、アブー・バクルが総勢300人を引き連れてメディーナからメッカへ向かったキャラバンとされている。大征服の時代を経て巡礼者の数は膨れ上がり、ダマスクスとフスタートをそれぞれ起点とするキャラバンを政権が援助するという伝統が成立したのは、アッバース朝期のことである。広大に拡がった征服地の各地から旅をしてきた巡礼者は、まずこの2地点を目指し、巡礼長官のキャラバンに合流した。この2地点以外には、クーファも重要な合流ポイントであり、イラク南部やイラン、中央アジアからの巡礼者がクーファに集まり、沙漠を越えてヒジャーズへ向かった。ダマスクスにはシリアとイラク北部、のちにはアナトリアの巡礼者が合流し、フスタート（のちにはカイロ）にはエジプトやマグリブ、アンダルスの巡礼者が合流した。
初期のアッバース朝はハッジ巡礼が持つ象徴的意義を重視した。特に最初の100年間の巡礼団のアミールはアッバース家の者から選ばれるのが常であった。カリフ、ハールーン・ラシード（在位 786-809）は誰かを任命するのではなく自ら巡礼団を率いたことが何度もあった。公的な役職としての「巡礼長官」職が設定された具体的な年を特定することは難しいが、ファーティマ朝カリフのアズィーズがバーディース・ブン・ズィーリーを「巡礼のアミール」に任命した978年をその年と考えることもできる。クーファを起点とする「巡礼のアミール」ならセルジューク朝スルターンのムハンマド・ブン・マフムードがカイマズを任命した1157年を、ダマスクスを起点とする「巡礼のアミール」なら十字軍からエルサレムを奪還した年、アイユーブ朝スルターンのサラーフッディーンがトゥグテキン・ブン・アイユーブを任命した1187年を、その年と考えることもできる。
イスラーム世界の東半分がモンゴルの支配下に入った13世紀中ごろ以後、巡礼キャラバンの離合集散の地であったカイロとダマスクスが果たす役割はさらに大きくなった。1260年にマムルーク朝が成立する。以後、ダマスクスはレヴァント、アナトリア、メソポタミア、ペルシアから来た巡礼が集まるポイント、カイロはナイル河谷、北アフリカ、サハラ以南のアフリカから来た巡礼が集まるポイントとなった。Hathaway 2015 によると巡礼長官の伝統はマムルーク朝期に定式化し、定着した。マムルーク朝は巡礼長官職の重要性にもかかわらず、官僚のランクでは中堅クラスとなる千人長に担わせた。さらにその出自は、解放奴隷マムルークよりも下とされる、自由身分からマムルークになったマムルーク awlād al-nās であったこともある。
マムルーク朝時代はカイロ発のキャラバンが巡礼のメインストリームになり、その巡礼長官はいつもマムルーク朝スルターンが任命した。ダマスクス発キャラバンの巡礼長官はスルターンが任命することもあったし、シリア総督が任命することもあった。ダマスクス発キャラバンの巡礼のアミールは、カイロ発のアミールに従属する存在であったが、後者がメッカのシャリーフやイラクやイエメンから来た巡礼者と対立する際は中立を保った。カァバ聖殿を覆う黒布キスワは通常カイロで織られるものであったからカイロ発キャラバンがこれを携行し、これに対してダマスクス発キャラバンは、マディーナの預言者ムハンマドの墓を覆う黒布を運んだ。マムルーク・スルターン自身が巡礼に参加することはまれであったが、彼らは彼ら自身を象徴する物として輿（マフマル　maḥmal）を巡礼団に担がせた。

### オスマン帝国時代

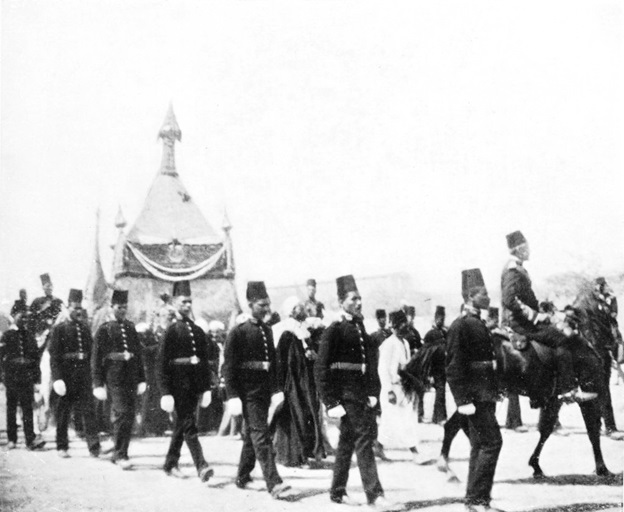
1911年の巡礼キャラバンによりカイロからメッカに輸送されるキスワ。エジプト警察が護衛する。

巡礼長官職は、1517年にオスマン帝国がマムルーク朝からエジプトの支配権を奪った後はオスマン帝国により続けられた。1517年こそオスマン官僚がオスマン帝国スルターンにより任命されたが、16世紀の間はほとんどの年でチェルケス系マムルーク騎士が任命され、ときどきアラブ系遊牧民の有力者かボスニア人あるいはトルコ人の高官が任命された。その後、18世紀初頭まで、イスタンブルから派遣された官僚がアミールを務める時代が続き、その後は、エジプトのマムルーク騎士がアミールを務める時代に戻った。
16世紀のダマスクス発キャラバンに任命される巡礼長官職は、ダマスクス管区に封土を持つスィパーヒーと、ダマスクス要塞に詰めるイエニチェリ、合計100人を指揮した。オスマン帝国治下において最初にその職に就いたのは、ジャーンビルディー・ガザーリーというマムルーク朝の総督（ナーイブ）からそのままオスマン帝国の総督に据え置かれた人物である。1571年までダマスクスの巡礼長官にはダマスクスの町の高位マムルークが任命されてきたが、以後はガザやアジルーン、ナーブルス、カラクといった周辺の町の有力者やマムルーク騎士が任命された。
オスマン帝国は、ダマスクス管区のワーリーが巡礼長官職を務めるものとするという新しいきまりを1708年に導入した。このきまりができたため、ダマスクス発のアミールの階級がカイロ発のアミールの階級に優越することになり、さらにヒジャーズ管区のワーリーやメッカのシャリーフたちよりも権威あるものとなった。オスマン帝国期のシリアは、ダマスクスのアズム家による支配体制が非常に長期にわたったが、キャラバンをうまく取り仕切れてきたのがアズム家であったことがその理由のひとつである。
19世紀初頭にワッハーブ派の運動がディルイーヤを中心に盛んになった。ヒジャーズ地方をも支配下に入れたワッハーブ派は、巡礼のキャラバンに輿（マフマル）と楽師が付帯することを禁止したが長くは続かず、1811年にヒジャーズを平定したムハンマド・アリーがこれらの習慣を復活させた。1世紀以上経過したのちの1925年に、ワッハーブ派と連合したサウード家がヒジャーズを支配下に入れて、これらの習慣を廃止した。シリアとヒジャーズを実質的に統治したエジプトのムハンマド・アリー朝の下で、ダマスクスの巡礼のアミールは排他的特権を享受したが、19世紀中ごろにはオスマン帝国がシリアとヒジャーズの統治権を取り返し、ダマスクスの巡礼のアミールの特権は失われることとなった。相前後してベドウィンの脅威も薄れてきたところで、巡礼長官職は名誉職になっていき、基本的にダマスクスの名士が務めるようになった。カイロの巡礼のアミール職はオスマン帝国がエジプトの名目上の統治権を喪失した1911年以後、エジプトのスルターンが毎年、詔勅により決めることになったが、社会と国家の根本的な変化の中で、その役割はすでに大きく後退していた。
ダマスクスの巡礼長官の伝統は、第一次世界大戦後のオスマン帝国の瓦解をきっかけに終了した。カイロの巡礼長官の伝統は、エジプトの王制移行後も続いたが、1952年の共和化革命後、2年で廃止された。